# Brand New Day (스팅의 음반)
| 전문가 평가          | 전문가 평가 |
| 평가 점수            | 평가 점수   |
| 출처                 | 점수        |
| -------------------- | ----------- |
| AllMusic             | [ 5 ]       |
| Chicago Tribune      | (Not rated) |
| Entertainment Weekly | (B−)        |
| Los Angeles Times    | [ 8 ]       |
| The New York Times   | Mixed       |
| Rolling Stone        | [ 10 ]      |

《Brand New Day》는 1999년 9월 27일에 A&M 레코드가 발매한 영국의 음악가 스팅의 여섯 번째 솔로 스튜디오 음반이다. 두 번째 싱글인 〈Desert Rose〉 (유명한 알제리의 라이 가수 셰브 마미가 참여했다)의 성공에 크게 고무된 이 음반은 빌보드 200에서 9위로 정점을 찍었고 미국에서 350만 장 이상이 팔렸다. 발매되자마자, 《Brand New Day》은 비판적이고 상업적인 성공을 거두었고, 스팅의 성공적인 복귀로 환영받았다.
이 음반은 스팅이 그래미 어워드 최우수 팝 보컬 앨범상과 타이틀곡으로 그의 세 번째 그래미 어워드를 받았다.

## 배경
원래 스팅의 평소의 프로듀서 휴 패덤은 음반을 프로듀싱할 예정이었으나 스팅은 키퍼의 작업에 만족했고, 패덤은 필요하지 않았다. 이 음반은 유럽 전역의 다양한 스튜디오에서 녹음되었다.
〈Prelude to the End of the Game〉의 정식 버전은 〈Brand New Day〉를 위해 싱글에 수록되었고, 음반의 DTS와 DVD 오디오 발매를 위해 수록되었다. 타이틀곡 뮤직 비디오는 표백 광고를 패러디한 것으로 "브랜드 뉴 '데이 울트라'" 브랜드를 광고한다. 〈Brand New Day〉라는 곡은 하모니카에 스티비 원더가 참여했다.

## 곡 목록
모든 곡들은 특별한 언급이 없는 한 스팅에 의해 작사/작곡하였다.
| #   | 제목                                                   | 작사·작곡  | 재생 시간 |
| --- | ------------------------------------------------------ | ---------- | --------- |
| 1.  | 〈A Thousand Years〉                                   | 키퍼, 스팅 | 5:58      |
| 2.  | 〈Desert Rose (Feat. 셰브 마미)〉                      |            | 4:45      |
| 3.  | 〈Big Lie, Small World (Feat. 데이비드 하틀리)〉       |            | 5:05      |
| 4.  | 〈After the Rain Has Fallen〉                          |            | 5:03      |
| 5.  | 〈Perfect Love... Gone Wrong (Feat. 스테 스트라우스)〉 |            | 5:24      |
| 6.  | 〈Tomorrow We'll See〉                                 |            | 4:47      |
| 7.  | 〈Prelude to the End of the Game〉                     |            | 0:20      |
| 8.  | 〈Fill Her Up (Feat. 제임스 테일러)〉                  |            | 5:39      |
| 9.  | 〈Ghost Story〉                                        |            | 5:29      |
| 10. | 〈Brand New Day〉                                      |            | 6:19      |

## 인증
}
}
}
}
}
}
}
}
}
}
}
}
</ref>}}
| 국가                                                  | 인증        | 판매량/출하량 |
| ----------------------------------------------------- | ----------- | ------------- |
| 아르헨티나 (CAPIF)                                    | 골드        | 30,000^       |
| 오스트레일리아 (ARIA)                                 | 플래티넘    | 70,000^       |
| 오스트리아 (IFPI 오스트리아)                          | 골드        | 25,000*       |
| 벨기에 (BEA)                                          | 골드        | 25,000*       |
| 캐나다 (뮤직 캐나다)                                  | 2× 플래티넘 | 262,000       |
| 체코                                                  | 플래티넘    |               |
| 덴마크 (IFPI Danmark)                                 | 골드        | 25,000^       |
| 프랑스 (SNEP)                                         | 2× 골드     | 397,500       |
| 독일 (BVMI)                                           | 플래티넘    | 300,000^      |
| 그리스 (IFPI 그리스)                                  | 골드        | 15,000^       |
| 홍콩 (IFPI 홍콩)                                      | 플래티넘    | 20,000*       |
| 헝가리 (MAHASZ)                                       | 골드        |               |
| 대한민국 (KMCA)                                       | 골드        |               |
| 인도                                                  | 플래티넘    |               |
| 인도네시아                                            | 골드        |               |
| 아일랜드 (IRMA)                                       | 플래티넘    | 15,000^       |
| 이스라엘                                              | 골드        |               |
| 이탈리아 (FIMI)                                       | 3× 플래티넘 | 300,000*      |
| 일본 (RIAJ)                                           | 플래티넘    | 105,480       |
| 말레이시아                                            | 골드        |               |
| 네덜란드 (NVPI)                                       | 골드        | 50,000^       |
| 뉴질랜드 (RMNZ)                                       | 플래티넘    | 15,000^       |
| 노르웨이 (IFPI 노르웨이)                              | 골드        | 25,000*       |
| 폴란드 (ZPAV)                                         | 플래티넘    | 100,000*      |
| 포르투갈 (AFP)                                        | 플래티넘    | 40,000^       |
| 싱가포르 (RIAS)                                       | 플래티넘    |               |
| 남아프리카 공화국 (RISA)                              | 플래티넘    |               |
| 스페인 (PROMUSICAE)                                   | 플래티넘    | 100,000^      |
| 스위스 (IFPI 스위스)                                  | 플래티넘    | 50,000^       |
| 튀르키예                                              | 플래티넘    |               |
| 영국 (BPI)                                            | 플래티넘    | 420,000       |
| 미국 (RIAA)                                           | 3× 플래티넘 | 3,500,000     |
| 요약                                                  |             |               |
| 유럽 (IFPI)                                           | 2× 플래티넘 | 2,000,000*    |
| 전 세계                                               | —           | 6,000,000     |
| *판매량을 기반으로 한 인증 ^출하량을 기반으로 한 인증 |             |               |